# Карпенко, Михаил Пантелеевич
Михаил Пантелеевич Карпенко (25 октября 1908, с. Кунта, Иркутская губерния, Российская империя — 16 октября 1983, СССР) — советский партийный и государственный деятель. Первый секретарь Семипалатинского обкома КП Казахстана (1961—1970).

## Биография
Член ВКП(б) с 1938 г. В 1928 г. окончил Иркутский сельскохозяйственный техникум, в 1952 г. — Омский сельскохозяйственный институт (заочно).
- 1928—1930 гг. — помощник районного агронома, заместитель председателя колхоза
- 1930—1931 гг. — в РККА
- 1931—1936 гг. — технический директор Черемховского сельскохозяйственного комбината, главный агроном районного земельного отдела, главный агроном машинно-тракторной станции
- 1937—1938 гг. — начальник отдела Красноярского краевого земельного отдела
- 1938—1940 гг. — заведующий государственным сортоиспытательным участком
- 1940—1943 гг. — директор машинно-тракторной станции
- 1943—1945 гг. — председатель исполнительного комитета Минусинского районного совета (Красноярский край)
- 1955—1948 гг. — директор зерносовхоза
- 1948—1954 гг. — начальник Красноярского краевого управления сельского хозяйства
- 1954—1956 гг. — заместитель председателя исполнительного комитета Красноярского краевого совета, первый заместитель председателя исполнительного комитета Красноярского краевого совета
- 1956—1957 гг. — заместитель министра сельского хозяйства СССР
- 1957—1958 гг. — второй секретарь Кустанайского областного комитета КП Казахстана
- 1958—1961 гг. — министр хлебопродуктов Казахской ССР
- 1961—1970 гг. — первый секретарь Семипалатинского областного комитета КП Казахстана

Депутат Верховного Совета СССР 6-7-го созывов.
С 1970 г. на пенсии.

## Награды и звания
- Три ордена Ленина, в том числе:

1. 31.03.1949 — среди работников партийного и советского актива, специалистов сельского хозяйства и работников заготовительных органов Красноярского края, за «успехи, достигнутые в деле расширения посевных площажей, особенно по яровой пшенице, повышения урожайности в колхозах и совхозах, выполнения плана хлебозаготовок и обеспечения собственными семенами на весенний сев 1949 года»

- орден Трудового Красного Знамени.